# 江國香織
江國香織（日語：江國 香織，1964年3月21日—）是一位日本女性作家與詩人。

## 生平
生於東京都，目白大学短期大学部國文科畢業，曾留學美國特拉華大學。江國香織多次獲得直木獎等獎項，其代表作為《草之丞的故事》、《409雷德克里夫》、《準備好大哭一場》、《沉落的黃昏》等，許多作品已經被翻譯成英語等其他語言。江國香織的父親為詩人江國滋。

## 荣誉
- 1987年（昭和62年） - 《草之丞的故事》獲每日新聞小小童話大獎。
- 1989年（平成元年） - 《409雷德克里夫》獲日本第1屆女性文學獎。
- 1991年 - 《芳香日日》獲第38屆產經兒童出版文化獎「賞」（富士產經集團）[3]，獲第7屆坪田讓治文學獎。
- 1992年 - 《那年，我們愛得閃閃發亮》獲第2屆紫式部文學獎。
- 1993年 - 《日語：（蒙特罗索的粉红色墙壁）》獲第40屆產經兒童出版文化獎「推薦」。
- 1999年 - 《我的小鳥》獲第21屆路傍之石文學獎。
- 2002年（平成14年） - 《游泳既不安全也不適切》獲第15屆山本周五郎獎。
- 2004年 - 《準備好大哭一場》獲第130屆直木獎。
- 2007年 - 《愛無比荒涼》獲第14屆島清戀愛文學獎。
- 2010年 - 《像樣的不倫人妻》獲第5屆中央公论文艺奖。
- 2012年 - 《日語：（狗和口琴）》（『新潮』2011年6月号）獲第38屆川端康成文学奖。
- 2015年-  《壁虎、青蛙、蜆蝶》獲第51回谷崎潤一郎獎。

## 作品一覽
長篇小說
| 原著出版年 | 中文譯名                                        | 日文原名 | 出版社（日本／台灣）      | 譯者          |
| ---------- | ----------------------------------------------- | -------- | ------------------------- | ------------- |
| 1991年     | 那年，我們愛得閃閃發亮 （舊譯《愛我請告訴我》） |          | 新潮社／皇冠→方智         | 郭清華→陳系美 |
| 1994年     | 神聖花園                                        |          | 新潮社／麥田              | 黃薇嬪        |
| 1995年     |                                                 |          | 集英社                    |               |
| 1996年     | 流理台下的骨頭                                  |          | Magazine House／麥田      | 郭清華        |
| 1996年     | 沉落的黃昏                                      |          | 角川書店／麥田            | 王蘊潔        |
| 1997年     | 我的小鳥                                        |          | あかね書房／方智          | 長安靜美      |
| 1999年     | 神之船                                          |          | 新潮社／方智              | 王蘊潔        |
| 1999年     | 冷靜與熱情之間 紅                               |          | 角川書店／方智            | 陳寶蓮        |
| 2000年     | 薔薇樹.枇杷樹.檸檬樹                            |          | 集英社／麥田              | 陳寶蓮        |
| 2001年     | 威化餅乾的椅子                                  |          | 角川春樹事務所／大好書屋  | 黃穎凡        |
| 2001年     | 仙人掌旅館                                      |          | ビリケン出版／大好書屋    | 葉凱翎        |
| 2001年     | 寂寞東京鐵塔                                    |          | Magazine House／方智      | 陳系美        |
| 2004年     | 甜蜜小謊言                                      |          | 幻冬舎／方智              | 陳系美        |
| 2004年     | 別煩憂，開心就好                                |          | 光文社／麥田              | 王蘊潔        |
| 2004年     | 去愛吧！間宮兄弟                                |          | 小学館／方智              | 陳系美        |
| 2005年     | 在角落一隅，遇見你 （舊譯《角落一隅的朋友》）   |          | 白泉社／日月文化→大好書屋 | 吳美玲        |
| 2007年     | 愛無比荒涼                                      |          | 新潮社／麥田              | 陳系美        |
| 2008年     | 左岸：我們之間，一條愛的河流                    |          | 集英社／方智              | 陳系美        |
| 2009年     |                                                 |          | 偕成社                    |               |
| 2010年     | 像樣的不倫人妻                                  |          | 講談社／方智              | 陳系美        |
| 2010年     | 擁抱,或是飯上灑點鹽                             |          | 集英社／春天              | 王蘊潔        |
| 2011年     | 金米糖灑落的地方                                |          | 小学館／麥田              | 張富玲        |
| 2013年     |                                                 |          | 新潮社                    |               |
| 2013年     |                                                 | 角川書店 |                           |               |
| 2014年     |                                                 |          | 朝日新聞出版              |               |

短篇集
- 與幸福的約定（つめたいよるに，理論社／方智，長安靜美譯）
- 芳香日日（こうばしい日々，あかね書房／方智，長安靜美譯）
- 西瓜的香氣（すいかの匂い，新潮社／麥田，王蘊潔譯）
- 游泳既不安全也不適切（泳ぐのに、安全でも適切でもありません，ホーム社／方智，陳系美譯）
- 準備好大哭一場（号泣する準備はできていた，新潮社／方智，陳系美譯）
- 紅長靴（赤い長靴，文藝春秋／麥田，張雅梅譯）
- 十年後，愛得閃閃發亮（ぬるい眠り，新潮文庫／方智，陳系美譯）

散文
- 愛是恆久的神智不清（いくつもの週末，世界文化社／方智，陳系美譯）
- 無法遺忘的事物（とるにたらないものもの，集英社／唐莊文化，吳美玲譯）

合著
- 在愛與戀之間（恋するために生まれた，幻冬舍／平裝本，黃碧君譯）──與辻仁成對談